# نادر المياغري
نادر المياغري، من مواليد 13 فبراير 1976 في المغرب، لاعب كرة قدم مغربي سابق يشغل خطة حارس مرمى.

## مسيرته الكروية
بدأ مسيرته الكروية مع نادي نادي الراسينغ الرياضي، بعدها انتقل إلى نادي نادي حسنية أكادير، ولعب معهم حتى عام 2003، ومنذ عام 2003 وهو يلعب مع نادي الوداد البيضاوي، وفي عام 2007 أعير إلى نادي الوحدة الإماراتي لكي يلعب في دوري أبطال آسيا 2007، وهو الآن مع نادي الوداد الرياضي منذ سنة 2008 والذي ظل معه إلى غاية اعتزاله عام 2014
نال جائزة اللاعب الأكثر شعبية في إفريقيا المسلمة من قبل الفيفا في مدينة برشلونة يوم 7 مايو 2012 إلى جانب نجوم كبار كـ ميسي وفرانشيسكو طوتي اللاعب الأكثر شعبية في أوروبا ...

## أرقام
- موسم 2009-2010 مع نادي الوداد الرياضي : 23 مباراة
- موسم 2010-2011 مع نادي الوداد الرياضي : 25 مباراة
- موسم 2011-2012 مع نادي الوداد الرياضي : 22 مباراة
- لعب 7 مبارايات في دوري أبطال العرب 2009
- لعب 2 مبارتين في كأس شمال أفريقيا للأندية البطلة 2009
- لعب 16 مباراة في دوري أبطال أفريقيا 2011 قبل أن يغيب عن إياب النهائي ضد الترجي الرياضي التونسي بـ رادس
- لعب 3 مباريات في كأس العرش 2011

## إنجازات

### النادي
حسنية أكادير
- البطولة الوطنية المغربية  : 2002

 الوداد الرياضي
- البطولة الوطنية المغربية  : 2006، 2010
- كأس العرش : 2001
- كأس الكؤوس الأفريقية : 2002
- دوري أبطال العرب : الوصيف 2009
- دوري أبطال أفريقيا : الوصيف 2011

### فردية
- أفضل حارس في البطولة الوطنية المغربية: 2006، 2010
- جائزة من الفيفا لأشهر لاعب في إفريقيا ، مُنحت له في 7 مايو 2012 في برشلونة.

## روابط خارجية
- نادر المياغري على موقع الاتحاد الدولي (مؤرشف)  (الإنجليزية)
- نادر المياغري على موقع قاعدة بيانات كرة القدم.إي يو (الإنجليزية)
- نادر المياغري على موقع ناشيونال فوتبول تيمز (الإنجليزية)
- نادر المياغري على موقع Soccerway.com (الإنجليزية)
- نادر المياغري على موقع عالم كرة القدم.نت (الإنجليزية)
- نادر المياغري على موقع أوليمبيديا (الإنجليزية)